# فرج العربي
فرج محمد علي العربي مطرب وملحن ليبي، قدّم العديد من الأعمال الغنائية ونشط في الكتابة والشعر والصحافة

## النشأة
ولد بمدينة البيضاء ليبيا 6 نوفمبر 1961، وبها درس حتى حصوله على الثانوية العامة، ليلتحق من بعد بالجامعة بذات المدينة، وينتقل لإكمالها بمدينة بنغازي بجامعة قاريونس، ويحصل على ليسانس آداب فلسفة في 1984.نشر نتاجه في العديد من الصحف المحلية والعربية.

## إصدارات
1. بدايات شعر/ الدار الجماهيرية 1994.
2. الوقت دفعة واحدة- شعر/ الدار الجماهيرية 1998.
3. كذبة مثل أرواحنا- شعر/ مجلس الثقافة العام 2006.